# Список выпускников Харьковского юридического института — Героев Советского Союза
В списке в алфавитном порядке представлены Герои Советского Союза, окончившие Харьковский юридический институт (ХЮА, с 2013 года — Национальный юридический университет имени Ярослава Мудрого).
Список включает информацию о роде войск и воинском звании лиц на время присвоения звания Героя Советского Союза, годах жизни и годе выпуска (если известен), дате указа о присвоении звания. При составлении списка использованы данные печатных изданий учебного заведения, где приведён перечень лиц, которые обучались в нём, будучи до поступления в ХЮА удостоенными звания, и успешно его закончили.
Дополнительно в список включён лётчик В. И. Бобров, удостоенный звания посмертно за подвиг, совершённый до поступления в институт. По состоянию на 2009 год в вузе размещался Зал славы героям Великой Отечественной войны, где были размещены их портреты. Кроме того, в источниках есть сведения, что Герой Советского Союза Д. А. Ушаков обучался в ХЮА в 1950-х годах параллельно с учёбой в аспирантуре Харьковского государственного университета, однако отсутствует информации о результатах обучения.
| № п/п | Фамилия Имя Отчество           | Портрет | Период жизни  | Период жизни | Род войск       | Дата присвоения звания ГСС | Воинское звание (на момент награждения) | Год выпуска | деятельность после выпуска                                             | Ссылки               |
| № п/п | Фамилия Имя Отчество           | Портрет | Дата рождения | Дата смерти  | Род войск       | Дата присвоения звания ГСС | Воинское звание (на момент награждения) | Год выпуска | деятельность после выпуска                                             | Ссылки               |
| ----- | ------------------------------ | ------- | ------------- | ------------ | --------------- | -------------------------- | --------------------------------------- | ----------- | ---------------------------------------------------------------------- | -------------------- |
| 1     | Берестовой Василий Степанович  |         | 18.06.1921    | 01.05.1990   | артиллерия      | 24.03.1945                 | лейтенант                               | 1950        | сотрудник органов юстиции                                              | [ 5 ] [ 6 ]          |
| 2     | Бобров Владимир Иванович       |         | 11.07.1915    | 28.02.1970   | авиация         | 20.03.1991 (помертно)      | полковник                               | 1966        | заместитель директора института «Гипрокоммунстрой»                     | [ 7 ] [ 3 ]          |
| 3     | Бровченко Иван Никонович       |         | 25.10.1925    | 17.05.1996   | пехота          | 13.09.1944                 | рядовой                                 | 1950        | адвокат                                                                | [ 8 ] [ 9 ]          |
| 4     | Булат Владимир Андреевич       |         | 01.06.1922    | 22.01.2008   | артиллерия      | 31.05.1945                 | сержант                                 | 1950        | сотрудник Винницкого областного суда                                   | [ 10 ] [ 11 ]        |
| 5     | Волошин Николай Фёдорович      |         | 19.08.1923    | 07.07.1998   | пехота          | 24.03.1945                 | старший сержант                         | 1958        | народный судья в Енакиево, профсоюзный деятель, член общества «Знание» | [ 12 ] [ 13 ]        |
| 6     | Игнатенко Илья Ефремович       |         | 02.08.1920    | 16.11.1983   | артиллерия      | 22.07.1944                 | капитан                                 | н.д.        | прокурор Батуринского района помощник прокурора Бахмачского района     | [ 14 ] [ 15 ] [ 16 ] |
| 7     | Мац Григорий Зельманович       |         | 02.01.1920    | 12.10.1977   | артиллерия      | 17.05.1944                 | старший лейтенант                       | 1948        | сотрудник юридической консультации                                     | [ 17 ] [ 18 ]        |
| 8     | Назаров Александр Максимович   |         | 24.08.1923    | 09.06.2001   | пехота          | 13.09.1944                 | капитан                                 | 1954        | адвокат                                                                | [ 19 ] [ 20 ]        |
| 9     | Новиков Иван Васильевич        |         | 09.02.1921    | 12.09.1959   | танковые войска | 24.03.1945                 | лейтенант                               | н.д.        | работник милиции                                                       | [ 21 ] [ 22 ]        |
| 10    | Павловский Рафаил Семёнович    |         | 18.09.1924    | 25.12.1989   | артиллерия      | 10.04.1945                 | старший лейтенант                       | 1950        | профессор Харьковского юридического института                          | [ 23 ] [ 24 ]        |
| 11    | Поярков Владимир Александрович |         | 01.02.1920    | 10.09.1955   | артиллерия      | 09.10.1943                 | капитан                                 | 1951        | сотрудник Одесского областного суда                                    | [ 25 ] [ 26 ]        |
| 12    | Свечкарёв Александр Иванович   |         | 12.10.1924    | 13.09.2001   | пехота          | 19.03.1944                 | старший сержант                         | 1950        | профессор Харьковского юридического института                          | [ 27 ] [ 28 ]        |
| 13    | Усенко Иван Архипович          |         | 25.09.1925    | 23.02.1997   | пехота          | 24.03.1945                 | сержант                                 | 1960        | следователь прокуратуры, юрисконсульт                                  | [ 29 ] [ 30 ]        |
| 14    | Цупренков Степан Григорьевич   |         | 14.11.1922    | 24.04.1991   | танковые войска | 15.05.1946                 | младший лейтенант                       | 1953        | прокурор Орджоникидзевского района в городе Харьков                    | [ 31 ] [ 32 ]        |
| 15    | Чинков Анатолий Фёдорович      |         | 19.10.1921    | 16.02.2006   | пехота          | 22.07.1944                 | капитан                                 | 1958        | помощник Харьковского областного прокурора по делам несовершеннолетних | [ 33 ] [ 34 ]        |
| 16    | Шелепов Пётр Емельянович       |         | 14.07.1920    | 03.09.1983   | пехота          | 29.06.1945                 | рядовой                                 | 1959        | преподаватель сельхозтехникума                                         | [ 35 ] [ 36 ]        |